# Lago dos Rodrigues
Lago dos Rodrigues is een gemeente in de Braziliaanse deelstaat Maranhão. De gemeente telt 7.940 inwoners (schatting 2009).